# Jean-Pierre Plichon
Pour les articles homonymes, voir Plichon.
Jean-Pierre Plichon, né le 13 mars 1907 à Paris et décédé le 14 mai 1966 à Lille, est un homme politique français.

## Biographie
Centralien, ingénieur des arts et manufactures (Promotion 1930), il succède en 1936 à son oncle, Jean Plichon, comme député du Nord (Républicains indépendants et d'action sociale). 
Il est le petit-fils de Charles Ignace Plichon, député du Nord sous la monarchie de Juillet (1846-1848), le Second Empire (1857-1870) et la Troisième République (élu en 1871, 1876, 1877, 1881 et 1885).
En 1940, il vote les pleins pouvoirs au maréchal Pétain.

## Sources
- « Jean-Pierre Plichon », dans le Dictionnaire des parlementaires français (1889-1940), sous la direction de Jean Jolly, PUF, 1960 [détail de l’édition]